# Coquelles
Coquelles (niederländisch Kalkwelle) ist eine französische Gemeinde mit 129 Einwohnern (1. Januar 2022) im Département Pas-de-Calais in der Region Hauts-de-France. Sie gehört zum Arrondissement Calais und zum Gemeindeverband Grand Calais Terres et Mers.

## Lage
Die Gemeinde Coquelles liegt zwischen Calais im Nordosten und dem Cap Blanc-Nez im Südwesten nahe der Ärmelkanalküste. In Coquelles befindet sich der Eingang und das Terminal zum Eurotunnel. An diesem werden Fahrzeuge für den Transport nach bzw. von Großbritannien auf das Eurotunnel Shuttle verladen. Nachbargemeinden von Coquelles sind Calais im Nordosten, Coulogne im Südosten, Fréthun im Süden, Bonningues-lès-Calais im Südwesten, Peuplingues im Westen sowie Sangatte im Nordwesten.

## Geschichte

### Feldflugplatz Coquelles
Während des Zweiten Weltkriegs befand sich östlich des Ortes, da wo sich heute das Tunnel-Terminal befindet, ein Feldflugplatz der Deutschen Luftwaffe. Im Verlauf der Luftschlacht um England war er im Jahr 1940 einer der Stützpunkte des mit Bf 109E ausgerüsteten Jagdgeschwaders 52 (JG 52). Zunächst lag hier Ende Juli dessen III. und dann von Anfang August bis Ende Oktober dessen I. Gruppe. Der Geschwaderstab war hier in der zweiten Augusthälfte ebenfalls stationiert.
Anschließend war er im November/Dezember 1940 Stützpunkt der I. Gruppe des Jagdgeschwaders 51, die, inzwischen von der Bf 109E auf die Bf 109F umgerüstet, von Anfang März bis Ende Mai 1941, nochmals in Coquelles lag. Letzter Nutzer von Mitte Oktober 1941 bis Anfang April 1942 waren Bf 109F und Fw 190A der III. Gruppe des Jagdgeschwaders 26.

## Bevölkerungsentwicklung
| Jahr                       | 1962 | 1968 | 1975 | 1982 | 1990 | 1999 | 2006 | 2015 | 2022 |
| -------------------------- | ---- | ---- | ---- | ---- | ---- | ---- | ---- | ---- | ---- |
| Einwohner                  | 1144 | 1158 | 1248 | 2081 | 2133 | 2370 | 2332 | 2519 | 2625 |
| Quellen: Cassini und INSEE |      |      |      |      |      |      |      |      |      |

## Sehenswürdigkeiten
Im Ort kann man eine alte Windmühle, die Ruinen eines Schlosses und die Überreste einer Kirche aus dem 12. Jahrhundert besichtigen.

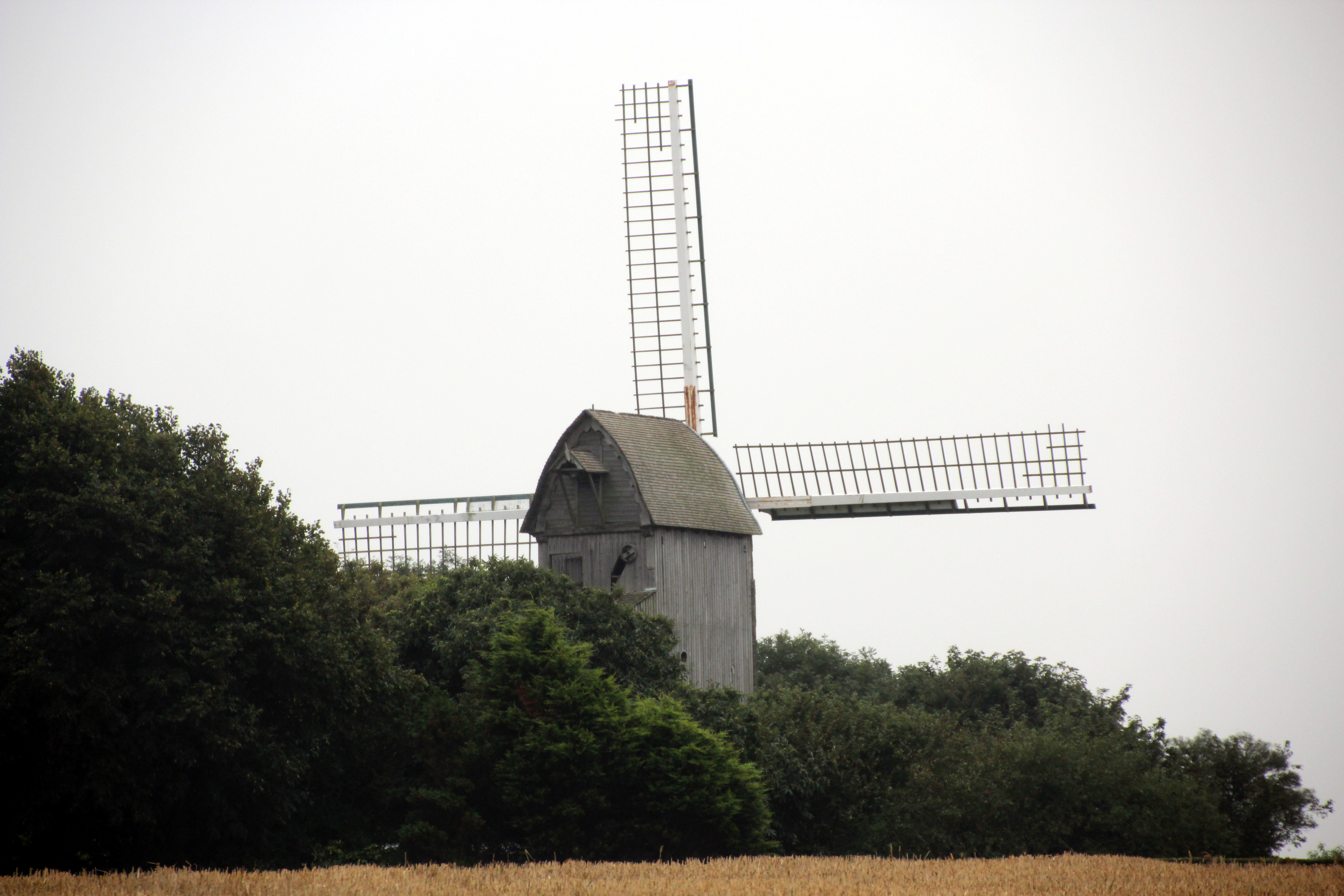
Alte Windmühle
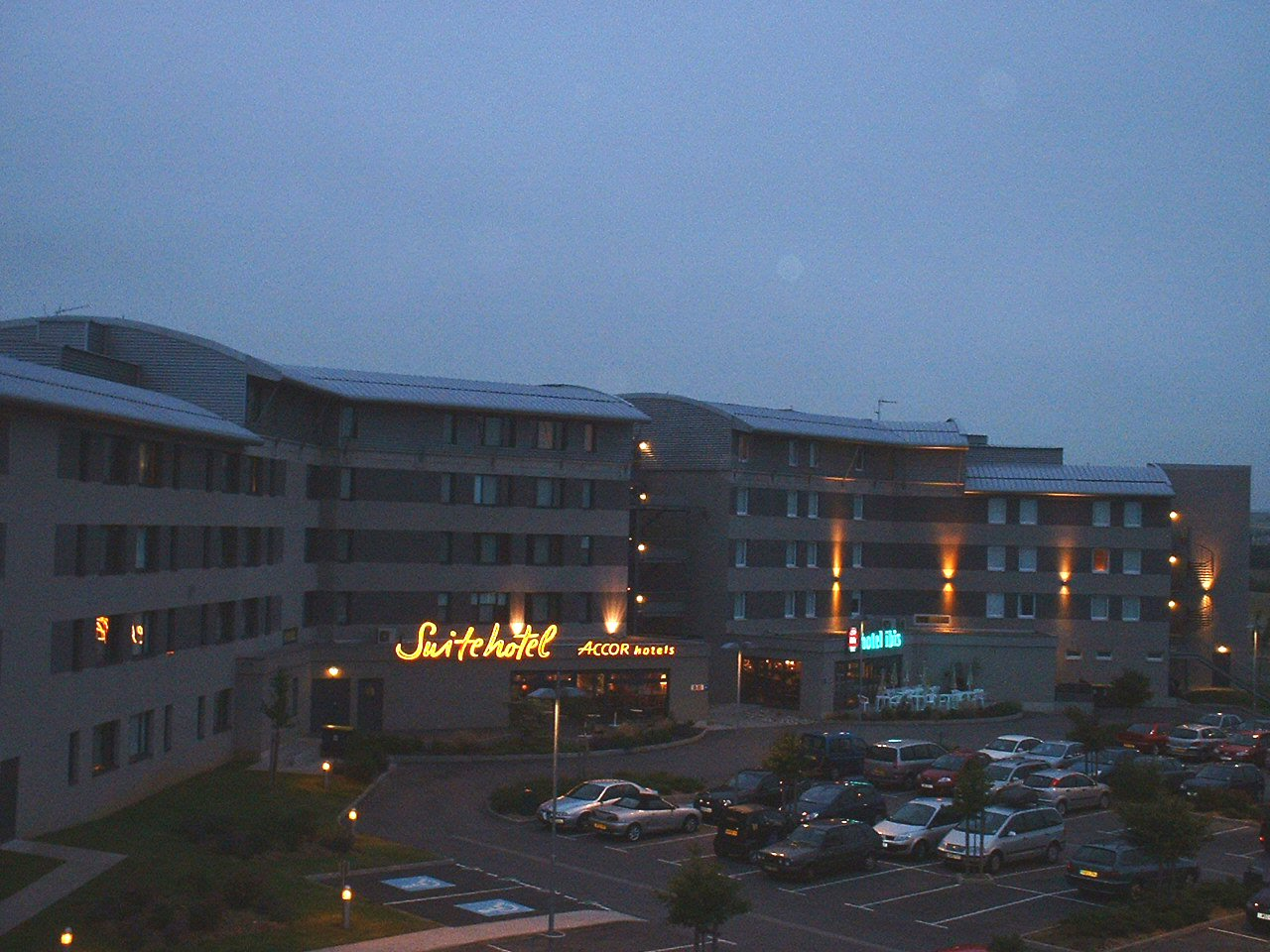
Hotels in Coquelles
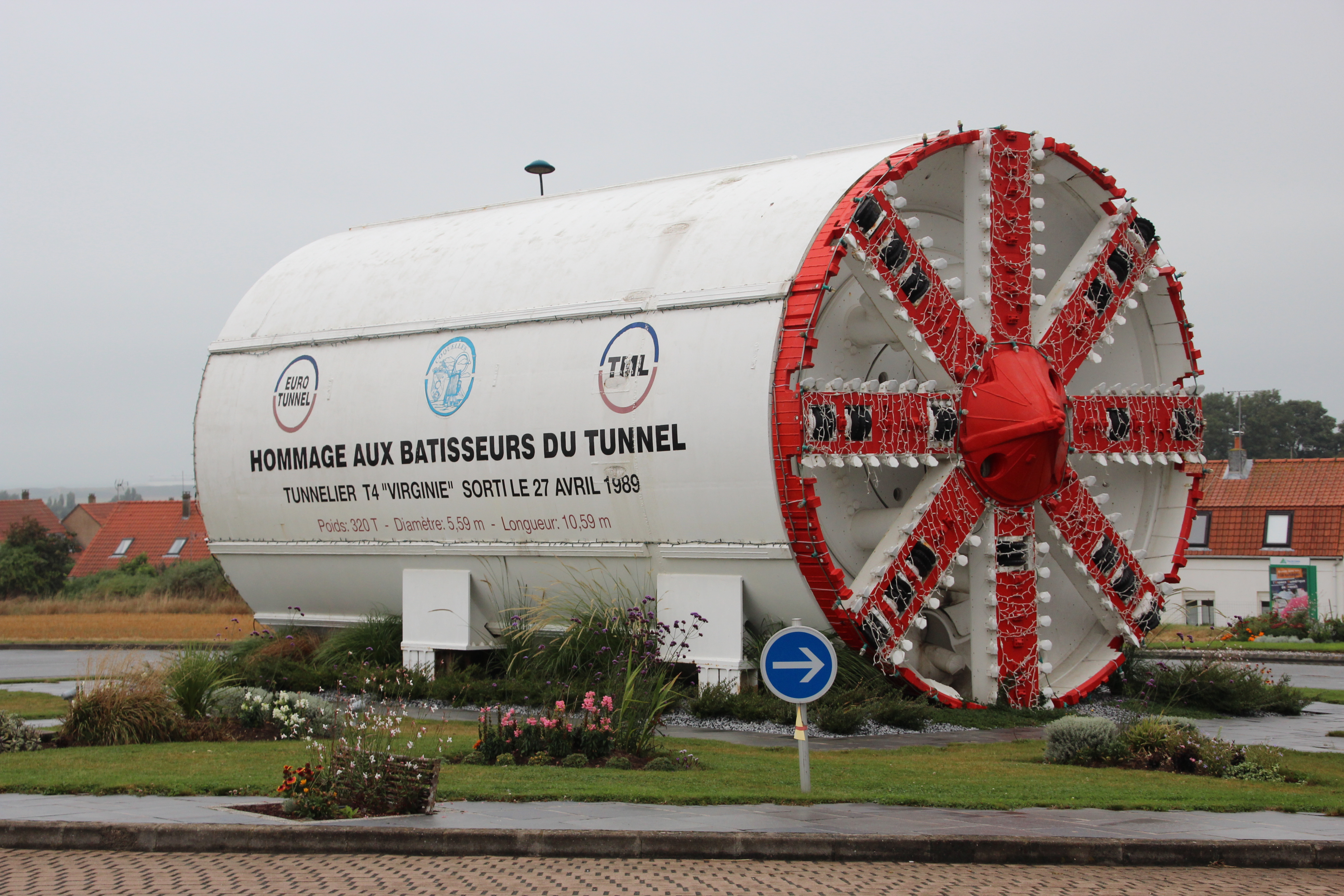
Tunnelbohrmaschine zur Erinnerung an die Erbauer des Eurotunnels
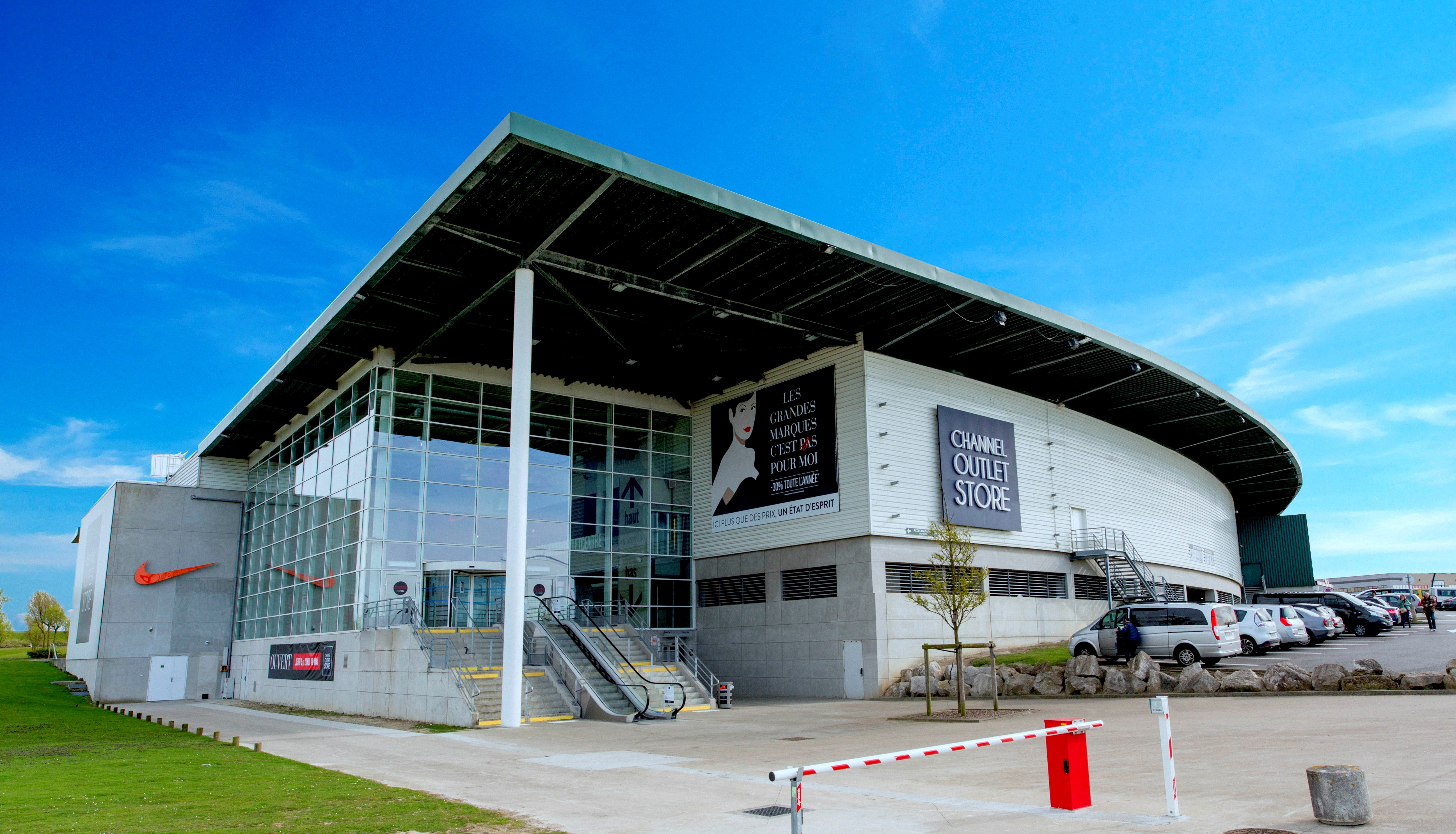
Eurotunnel Outlet store